# Pakisztán az olimpiai játékokon
Pakisztán első alkalommal az olimpiai játékokon 1948-ban vett részt, és azóta is minden nyári sportünnepre küldött sportolókat, kivéve amikor csatlakozott az Amerikai Egyesült Államok vezette 1980-as játékok bojkottjához. Pakisztán egyetlen sportolója sem képviseltette még országát a téli olimpiai játékokon.
Pakisztán olimpikonjai 2024-ig 11 érmet nyertek, abból nyolcat gyeplabdában. 1996-ban Atlantában a pakisztáni Syed Hadi Haider Naqui bronzérmet szerzett a bemutató sportban, taekwondóban, de mivel ez akkor nem hivatalos versenyszám volt, az eredményt nem ismeri el a NOB olimpiai eredménynek.
A Pakisztáni Olimpiai Szövetséget 1948-ban alapították.

## Érmesek
| Érem  | Név                | Olimpia           | Sport     | Versenyszám                  |
| ----- | ------------------ | ----------------- | --------- | ---------------------------- |
| Ezüst | Nemzeti válogatott | 1956, Melbourne   | Gyeplabda | Férfi                        |
| Arany | Nemzeti válogatott | 1960, Róma        | Gyeplabda | Férfi                        |
| Bronz | Mohammad Bashir    | 1960, Róma        | Birkózás  | Férfi szabadfogású váltósúly |
| Ezüst | Nemzeti válogatott | 1964, Tokió       | Gyeplabda | Férfi                        |
| Arany | Nemzeti válogatott | 1968, Mexikóváros | Gyeplabda | Férfi                        |
| Ezüst | Nemzeti válogatott | 1972, München     | Gyeplabda | Férfi                        |
| Bronz | Nemzeti válogatott | 1976, Montreal    | Gyeplabda | Férfi                        |
| Arany | Nemzeti válogatott | 1984, Los Angeles | Gyeplabda | Férfi                        |
| Bronz | Syed Hussain Shah  | 1988, Szöul       | Ökölvívás | Férfi középsúly              |
| Bronz | Nemzeti válogatott | 1992, Barcelona   | Gyeplabda | Férfi                        |
| Arany | Arshad Nadeem      | 2024, Párizs      | Atlétika  | Férfi gerelyhajítás          |

## Éremtáblázatok

### Érmek a nyári olimpiai játékokon
| Olimpia              | Arany          | Ezüst          | Bronz          | Összesen       |
| 1948, London         | 0              | 0              | 0              | 0              |
| 1952, Helsinki       | 0              | 0              | 0              | 0              |
| 1956, Melbourne      | 0              | 1              | 0              | 1              |
| 1960, Róma           | 1              | 0              | 1              | 2              |
| 1964, Tokió          | 0              | 1              | 0              | 1              |
| 1968, Mexikóváros    | 1              | 0              | 0              | 1              |
| 1972, München        | 0              | 1              | 0              | 1              |
| 1976, Montréal       | 0              | 0              | 1              | 1              |
| 1980, Moszkva        | nem vett részt | nem vett részt | nem vett részt | nem vett részt |
| 1984, Los Angeles    | 1              | 0              | 0              | 1              |
| 1988, Szöul          | 0              | 0              | 1              | 1              |
| 1992, Barcelona      | 0              | 0              | 1              | 1              |
| 1996, Atlanta        | 0              | 0              | 0              | 0              |
| 2000, Sydney         | 0              | 0              | 0              | 0              |
| 2004, Athén          | 0              | 0              | 0              | 0              |
| 2008, Peking         | 0              | 0              | 0              | 0              |
| 2012, London         | 0              | 0              | 0              | 0              |
| 2016, Rio de Janeiro | 0              | 0              | 0              | 0              |
| 2020, Tokió          | 0              | 0              | 0              | 0              |
| 2024, Párizs         | 1              | 0              | 0              | 1              |
| Összesen             | 4              | 3              | 4              | 11             |

## Érmek sportáganként

### Érmek a nyári olimpiai játékokon sportáganként
| Pakisztán érmei a nyári olimpiai játékokon sportáganként | Pakisztán érmei a nyári olimpiai játékokon sportáganként | Pakisztán érmei a nyári olimpiai játékokon sportáganként | Pakisztán érmei a nyári olimpiai játékokon sportáganként | Az olimpiai zászlaja |

| Sportág   | Arany | Ezüst | Bronz | Összesen |
| --------- | ----- | ----- | ----- | -------- |
| Gyeplabda | 3     | 3     | 2     | 8        |
| Atlétika  | 1     | 0     | 0     | 1        |
| Birkózás  | 0     | 0     | 1     | 1        |
| Ökölvívás | 0     | 0     | 1     | 1        |
| Összesen  | 4     | 3     | 4     | 11       |